# Rowberrow
Rowberrow est un village du Somerset, en Angleterre. Il est situé dans le nord du comté, à une vingtaine de kilomètres au sud de la ville de Bristol, non loin des collines de Mendip. Administrativement, il est rattaché à la paroisse civile de Shipham, dans le district de Sedgemoor.

## Culture locale et patrimoine

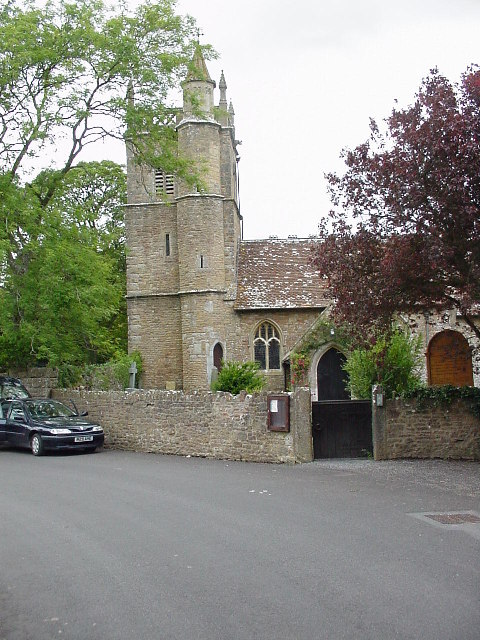
L'église de Rowberrow.

L'église de Rowberrow (en) est dédiée à saint Michel et à tous les saints. Le bâtiment remonte à la fin du XIVe siècle, mais certaines parties (la nef, le chancel et le porche côté sud) ont été reconstruites en 1865. Elle constitue un monument classé de grade II* depuis 1961.